# Reserva provincial El Rico
La Reserva provincial El Rico fue una reserva de recursos de 2600 ha. de superficie ubicada  en el departamento San Jerónimo, en la provincia de Santa Fe, Argentina, en torno aproximadamente a la posición 32°25′S 60°47′O / -32.417, -60.783. Creada en el año 1968, desde octubre de 2010 forma parte del Parque nacional Islas de Santa Fe.

## Características generales
El objetivo de creación fue preservar un área característica de la ecorregión delta e islas del río Paraná y su flora y fauna representativas, destinando es espacio al desarrollo de actividades de investigación y recreativas.
En agosto de 2008, mediante la ley provincial 12901, la legislatura de la provincia de Santa Fe acuerda la cesión al estado nacional de las tierras que conformaban la reserva, entre otras, con el objeto de crear el primer parque nacional en dicha provincia. En el año 2010, mediante la ley nacional 26.648 se define la creación del Parque nacional Islas de Santa Fe.

## Flora y fauna
La flora característica está compuesta por alisos (Tessaria integrifolia), sauces criollos (Salix humboldtiana), laureles amarillos (Nectandra falcifolia), ceibos (Erythrina crista-galli), curupíes (Sapium haematospermum), canelones (Myrsine parvula), timbóes blancos (Cathormion polyanthum) y ubajayes (Hexachlamys edulis). Estas especies alternan con otras de menor porte como la "paja de techar" (Panicum prionitis) y varias de tipo acuático o palustre como los camalotes (Eichhornia crassipes), el canutillo (Hymenachne), el catay o caá-tí (Polygonum punctatum) y el duraznillo blanco (Solanum malacoxylon), entre otros.
Entre la fauna presente en el área se encuentran ejemplares de carpincho (Hydrochoerus hydrochaeris), coipo (Myocastor coypus) y algunos de lobito de río (Lontra longicaudis).
La zona es especialmente rica en aves, entre ellas el suirirí real (Tyrannus melancholicus), el burlisto pico canela (Myiarchus swainsoni), el pijuí frente gris (Synallaxis frontalis), la golondrina ceja blanca (Tachycineta leucorrhoa) y el boyero negro (Cacicus solitarius).

Existen registros de once especies de tiránidos y diez de furnáridos.